# John Leckie

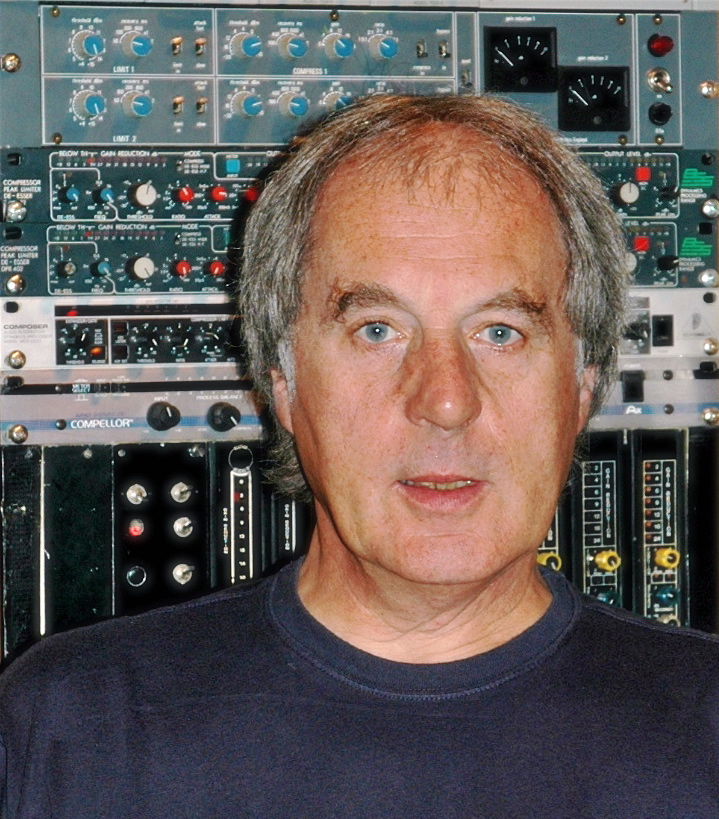
John Leckie

John Leckie is een Britse producer. Hij heeft gewerkt aan albums als Showbiz van Muse, The Bends van Radiohead, All Things Must Pass van George Harrison, het gelijknamige debuutalbum van The Stone Roses, The Dark Side of the Moon van Pink Floyd en A Storm In Heaven van The Verve.

## Lijst van albums
- Cast - All Change, Mother Nature Calls
- Robyn Hitchcock - Respect
- Kula Shaker - K
- My Morning Jacket - Z
- New Order - Waiting for the Sirens' Call
- Simple Minds - Real To Real Cacophony, Empires and Dances
- Felt - The Strange Idols Pattern, Other Short Stories
- Magazine - Real Life
- Mark Owen - Green Man
- Muse - Showbiz, Origin of Symmetry
- Novastar - Inside Outside
- Radiohead - The Bends
- The Stone Roses - The Stone Roses
- The Verve - A Storm In Heaven
- Rodrigo y Gabriela - Rodrigo y Gabriela
- One Minute Silence - One Lie Fits All
- The Lucy Show - Mania
- Los Lobos - Good Morning Aztlán
- Tiny Dancers - Free School Milk